# 生化危機0
《生化危机0》是卡普空开发的电子游戏，為《生化危機》的前傳，於2002年11月21日發售。本作原本計劃在任天堂64上發售，但由於任天堂64的機能不足與遊戲開發進度的拖延而決定在任天堂GameCube上發售。但由於GameCube不景氣的情況所累，本作雖然畫面與遊戲性都有所創新，卻銷售不佳。

## 故事大綱
故事開始發生在1998年7月23日的一列火車上，車上乘客受到不明掉落的怪物襲擊而全數死亡。兩個小時後，S.T.A.R.S.的B隊（Bravo Team）前往浣熊市郊外調查離奇殺人事件時，直昇機引擎故障而迫降。降落時發現了一輪押犯車，而負責押送的士兵已經死亡，得知車上的死刑犯是殺了23人而被判死刑的海軍陸戰隊少尉比利·科恩（Billy Coen），B隊長下令展開搜索，這時隊員蕾貝卡發現了因遇襲而停滯的列車，進而進入搜查，卻發現車上的乘客全變成殭屍。

### 劇情之後
期間蕾貝卡從比利口中得知後者因不肯濫殺無辜而被上司陷害，到最後解決事件後兩人分道揚鑣。蕾貝卡在一代中與克里斯一起逃出洋館，比利則無下文。

## 復刻版
2016年推出高畫質復刻版「生化危機0 HD」（Biohazard Zero HD Remaster），遊戲內容與所有要素皆無改變，僅針對影像畫質與素材品質做提升。

2019年推出Nintendo Switch的復刻版「惡靈古堡 起源精選輯」，包含了「惡靈古堡0」 高畫質復刻版，由泥巴娛樂負責復刻版開發。

## 外部連結
- 《生化危機0》日本官方網站 （页面存档备份，存于）
- 《生化危機0 高清復刻版》日本官方網站 （页面存档备份，存于）